# 広島活性化事務局
一般社団法人広島活性化事務局（いっぱんしゃだんほうじん ひろしまかっせいかじむきょく）は、日本の広島県広島市に所在する一般社団法人。代表は米田真一郎。下記のひろしまロコドルフェスティバルの主催などを行っている。

## 主催したイベント

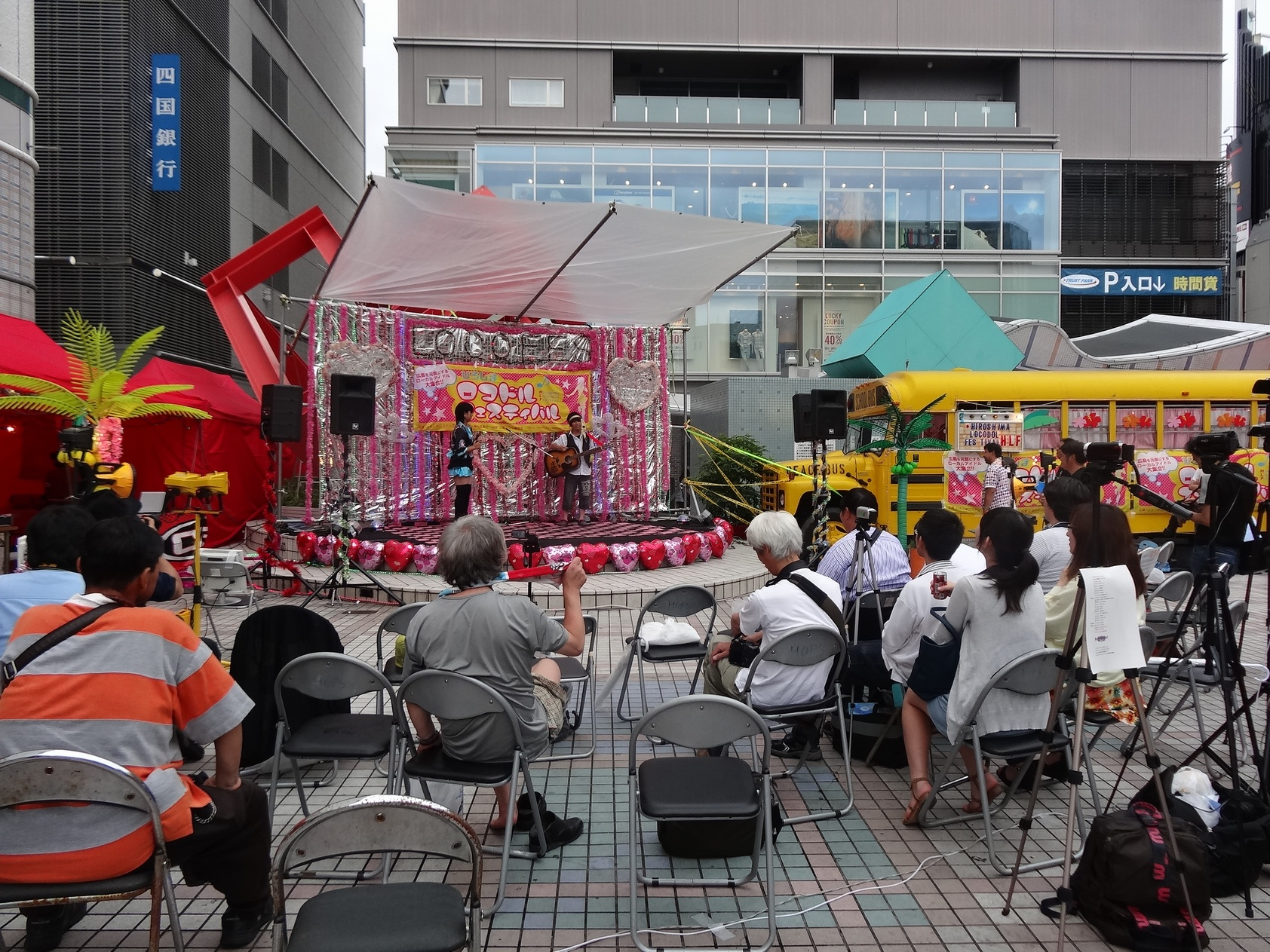
ひろしまロコドルフェスティバル（2014年6月）

### ひろしまロコドルフェスティバル
月に1度、広島市のアリスガーデンで開催していた、ローカルアイドルのイベント。